# Ringerike (distrikt)
Ringerike distrikt er et distrikt i Buskerud fylke i Norge, omfattende de to kommuner Ringerike og Hole. Kommunerne udgjorde en fælles kommune i perioden fra 1964 til 1977. Området indgik tidligere i Ringerikes fogderi. Regioncentret er byen Hønefoss. Distriktet har i alt 33.938 indbyggere (SSB 1. juli 2007) og et areal på 1.748 kvadratkilometer.

## Administrative inddelinger
Ringerike tilhører Ringerike tingrett i Borgarting lagdømme og Ringerike provsti i Tunsberg bispedømme. Distriktet er også en af SSBs handelsregioner. Kommunerne samarbejder i et regionsråd, som omfatter flere kommuner.